# Mona Hatoumová
Mona Hatoumová (nepřechýleně Hatoum; * 11. února 1952, Bejrút) je palestinsko–britská umělkyně, která vešla ve známost v 80. letech 20. století díky sérii performancí a videí zaměřených na lidské tělo. Její tvorba je poetická, ale zároveň často politická a radikální. Osciluje mezi surrealismem a minimalismem. Zahrnuje rozmanitou škálu médií, od instalací, soch a videoartu až po fotografii a práce na papíře. Multimediální tvorba Mony Hatoumové zkoumá témata násilí, vyhnanství, konfliktů a domova. Mona Hatoumová zasvětila svou práci zkoumání každodenní hrozby, která se skrývá za rutinou moderního života.

## Život
Rodiče Mony Hatoumové žili původně v Haifě na území Palestiny, ale v roce 1948 uprchli do Libanonu kvůli válečné situaci před založením izraelského státu. Otec našel práci na britské ambasádě v Bejrútu a získal pro sebe, svou ženu a tři dcery britské pasy.  Mona se narodila v roce 1952 v Bejrútu a vyrostla se složitou identitou a pocitem vykořenění v zemi, která Palestince neuznávala za své občany. Později studovala dva roky grafický design na místní univerzitě. Potom pracovala v reklamní agentuře, ale tato práce jí nepřinášela uspokojení. V roce 1975 během její cesty do Londýna vypukla v Libanonu občanská válka, která jí zabránila v návratu. V Londýně studovala umění na Byam Shaw School of Art v letech 1975–1979 a na Slade School of Art při University College v letech 1979–1981.
Počátkem osmdesátých let pobývala jako rezidenční umělkyně ve Vancouveru a v Seattlu.  V letech 1986 až 1994 vyučovala na Central Saint Martins College of Art and Design v Londýně a v letech 1992 až 1997 na Jan van Eyck Academie v Maastrichtu. V letech 1994–1995 byla hostující profesorkou na École nationale supérieure des beaux-arts v Paříži a v roce 1998 na Chelsea College of Art and Design a Central Saint Martins College of Art and Design v Londýně. Žije v Londýně a od roku 2003 také v Berlíně, kam se dostala v rámci programu německých univerzit DAAD. Absolvovala rezidenční pobyty také v USA, Francii, Indii, Švédsku, Dánsku.
V roce 2012 se provdala za Gerryho Collinse. 
Samostatné výstavy měla v řadě světových výtvarných galerií v New Yorku, Dauhá, Paříži, Berlíně, Istanbulu, Pekingu, Helsinkách, Houstonu, Valencii, Stockholmu a dalších. Účastnila se bienále v Benátkách (1995 a 2005), Documenta v Kasselu (2002 a 2017), bienále v Sydney, Istanbulu (1995 a 211) a Moskvě (2013). V roce 2016 se v galerii Tate Modern v Londýně uskutečnila velká retrospektivní výstava, na které bylo představeno více než 100 prací Mony Hatoumové vytvořených od roku 1980. Ve svých sbírkách má její práce i Izraelské muzeum v Jeruzalémě či pařížské Centre Pompidou.
Má dlouhou řadu mezinárodních ocenění, mezi něž patří udělení Ceny Rolfa Schocka udělovanou Královskou švédskou akademií umění (2008), Cena Joana Miró (2011), 10. cena za umění v Hirošimě (2017) a Praemium Imperiale (2019). V roce 2010 jí Berlínská akademie umění udělila cenu Käthe Kollwitzové  V roce 2018 získala pátou výroční cenu Art Icon Award londýnské Whitechapel Gallery.  V roce 2020 obdržela cenu Julia Gonzáleze od IVAM – Institut Valencià d'Art Modern, Valencia, Španělsko.

## Tvorba

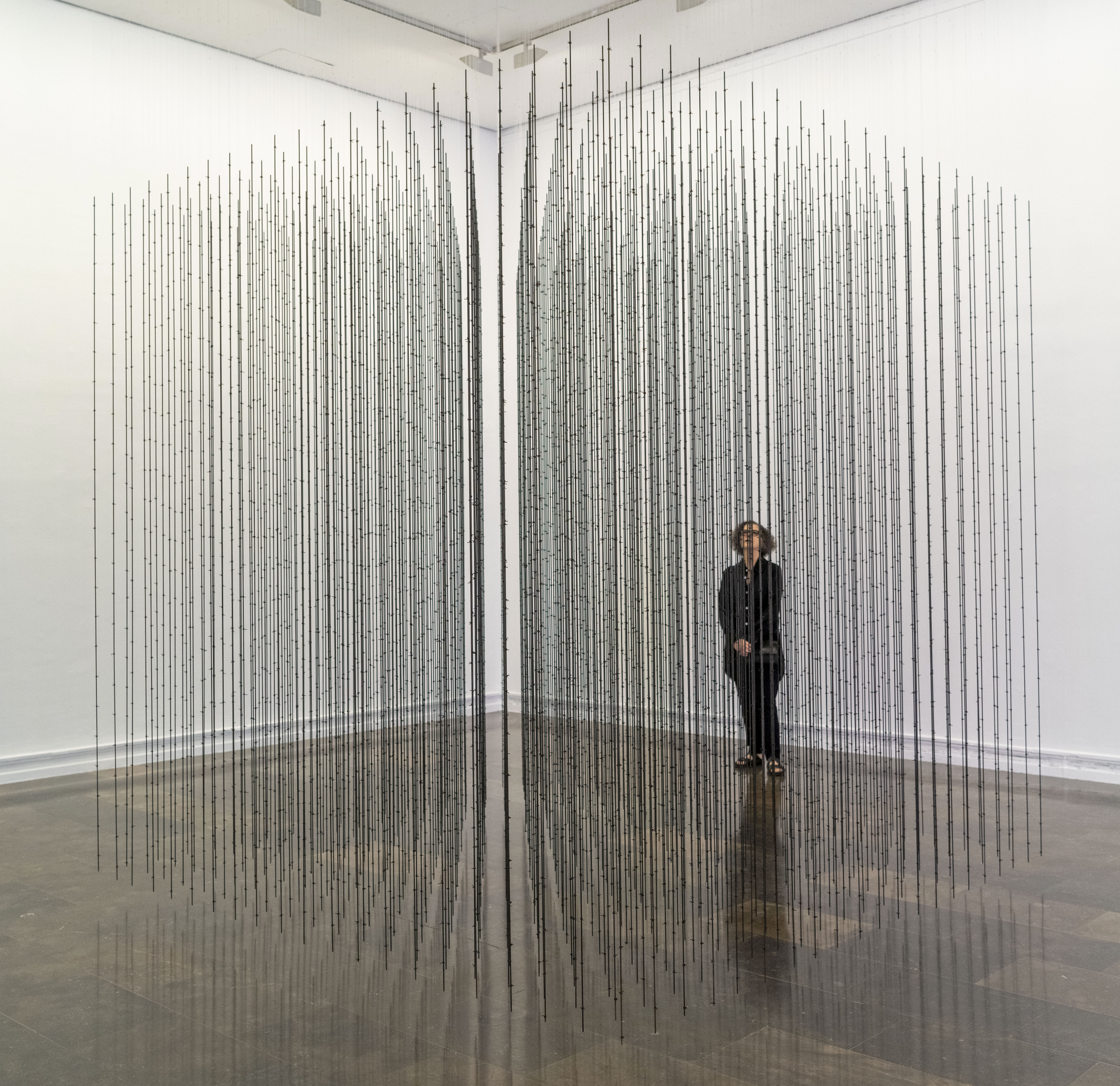
Mona Hatoumová: Impenetrable (1999)

Ve svých raných performancích Hatoumová formulovala formální jazyk, který se vyvinul z minimalistického a konceptuálního umění a zůstal jejím trvalým vyjadřovacím prostředkem. Pracuje s různými médii a prolamuje limity tradičního umění. Do své práce promítá politický obsah a osobní zkušenosti s exilem a migrací, zkoumá vztah mezi odolností a zranitelností lidského těla, násilím a útlakem, expatriací a sounáležitostí. Svou roli umělkyně vnímá spíše tak, že klade otázky, než aby na ně odpovídala.  Dílo Mony Hatoumové je v různé míře poetické, politické, surrealistické, vtipné i děsivé.
V první polovině 80. let se Hatoumová poprvé proslavila sérií performancí a video prací, které se intenzivně zaměřovaly na tělo. Raná performance a tvorba založená na videu ustoupila v 90. letech instalacím a sochám, které měly za cíl vtáhnout diváka do různých protichůdných emocí, jako je touha a odpor, strach a fascinace. Mnoho instalací Mony Hatoumové využívá pouze jeden nebo dva materiály (ostnatý drát, cement a armatura, ocel, vlasy) k transformaci rozpoznatelných symbolů a forem (mapy, koule, koule, krychle) do impozantních obměn. Výsledky lze považovat za stručné metafory pro svět takový, jaký je – nebo za modely budoucnosti.
Její performance a instalace často obsahují proměnu známých předmětů v cosi zvláštního a ohrožujícího. V dílech Sous Tension (1999), Homebound (2000) a Electrified I & II (2002 a 2010) například pustila elektrický proud do předmětů a prostorů běžně používaných v domácnosti. V dílech Slicer (1999), Webbed (2002), Daybed (2008) nebo Paravent (2008) zase zvětšila každodenní kuchyňské nástroje a nábytek v domácnosti tak, že tyto objekty získávaly nový význam. Domácí interiéry již nebyly místem soukromí a pohodlí, nýbrž nebezpečí a násilí. Úzkost vnesená do těchto děl je přítomna i v dílech jako The Light at the End (1989), Current Disturbance(1996), Cage-à-deux (2002) a Impenetrable (2009), které vyvolávají otázky o povaze sdíleného sociálního prostoru a zkoumají myšlenky zajetí a svobody.
V dílech Testimony (1995–2002), Corps étranger (1994), Deep Throat (1996) a Don’t Smile, You’re On Camera! (1980) pak použila lékařské zobrazovací technologie, jako je rentgen a endoskopie, a konfrontovala publikum s obrazy z vnitřního vyšetření vlastního těla. Dělala také práce na ručním papíře se svými odstřižky nehtů, vlasy a tělesnými tekutinami zapuštěnými do papírové drti.  Vyrobila řadu malých vlasových sítěk a také mnoho různých verzí ručně vyrobených náhrdelníků z vlasů a nehtů. 

### Významná díla
- Road works (Práce na silnici), 1985 – performance, při které umělkyně pochodovala bosá po chodníku v Brixtonu asi hodinu a táhla za sebou boty značky Martens, přivázané ke kotníkům tkaničkami. Tato značka obuvi byla v té době považována za charakteristický znak londýnského punkového hnutí. Vystoupení se konalo po sérii rasových nepokojů po přijetí zákonů nespravedlivě zaměřených na nízkopříjmové afro-karibské komunity žijící v této oblasti.[3]

- Measures of Distance (Měření vzdáleností), 1988 – video vytvořené ze snímků matky Mony Hatoumové ve sprše rodinného domu v Bejrútu. Arabské písmo překrývající tyto obrazy jako závěs nebo závoj představuje dopisy, které jí matky psala z Bejrútu do Londýna. Zvuková stopa se skládá z animovaného rozhovoru mezi Hatoumovou a její matkou překrytého hlasem, který čte překlad dopisů do angličtiny. Dílo zobrazuje emocionální intimitu vztahu mezi matkou a dcerou, vypráví o pocitech vysídlení, dezorientace a ztráty a odloučení od rodiny v důsledku války. [2][3]
- The Light at the End (Světlo a konec), 1989 – instalace vytvořená z neuměleckých materiálů vyvolávala myšlenky na uvěznění a mučení. V potemnělém industriálním prostoru, kde byly cihlové zdi natřeny volskou krví, zářily ve tmě železný úhlový rám a šest vertikálních elektrických topných těles, aby vytvořily bránu na konci zužujícího se prostoru, který blokoval roh budovy. Metafora politického násilí.
- Light Sentence, 1992 – se skládá z velkých drátěných klecí, na kterými je zavěšena jediná žárovka. Světelný zdroj vrhá stíny na stěnách kolem místnosti, které v divákovi vyvolávají pocity uvěznění, ale zároveň vytváří dojemný a krásný vizuální zážitek. [8]
- Homebound, 2000 – instalace vypadá jako neškodný domácí interiér, každodenní nábytek se stolem, židlemi, ručníky a dalšími kuchyňskými předměty je uspořádán jako zátiší. Předměty jsou propojeny elektrickým drátem, kterým prochází elektrický proud. Naprogramovaný stmívač způsobí, že žárovky blikají a intenzita světla se mění. Praskavý, bzučivý zvuk je zesílen hučením kolísavého elektrického proudu. Bariéra z ocelových drátů chrání diváka před potenciálně smrtící elektřinou a také vytváří prostředí v kleci. Zdánlivě poklidný obraz se mění a vyvolává pocit domácího vězení a pocit ohrožení.

- Grater Divide, 2002 - velké struhadlo na sýr je použito jako paraván k rozdělení místnosti. Dílo je komické i zlověstné, otvory v kuchyňském náčiní jsou relativně neškodné, ale zvětšené do těchto rozměrů se stávají hrozivými.[9] Struhadlo je zbaveno své původní funkce a diváci jsou povzbuzováni, aby viděli za realitu a dívali se do své vlastní představivosti.

- Undercurrent (Red) (Spodní proud, červená), 2008 – červené šňůry položené na zemi jsou uprostřed spleteny do mřížky, ze které vycházejí jednotlivé prameny zakončené žárovkou, jejíž světlo je regulováno stmívačem. Práce připomíná nervový systém.Mona Hatoumová: Hot spot, 2013

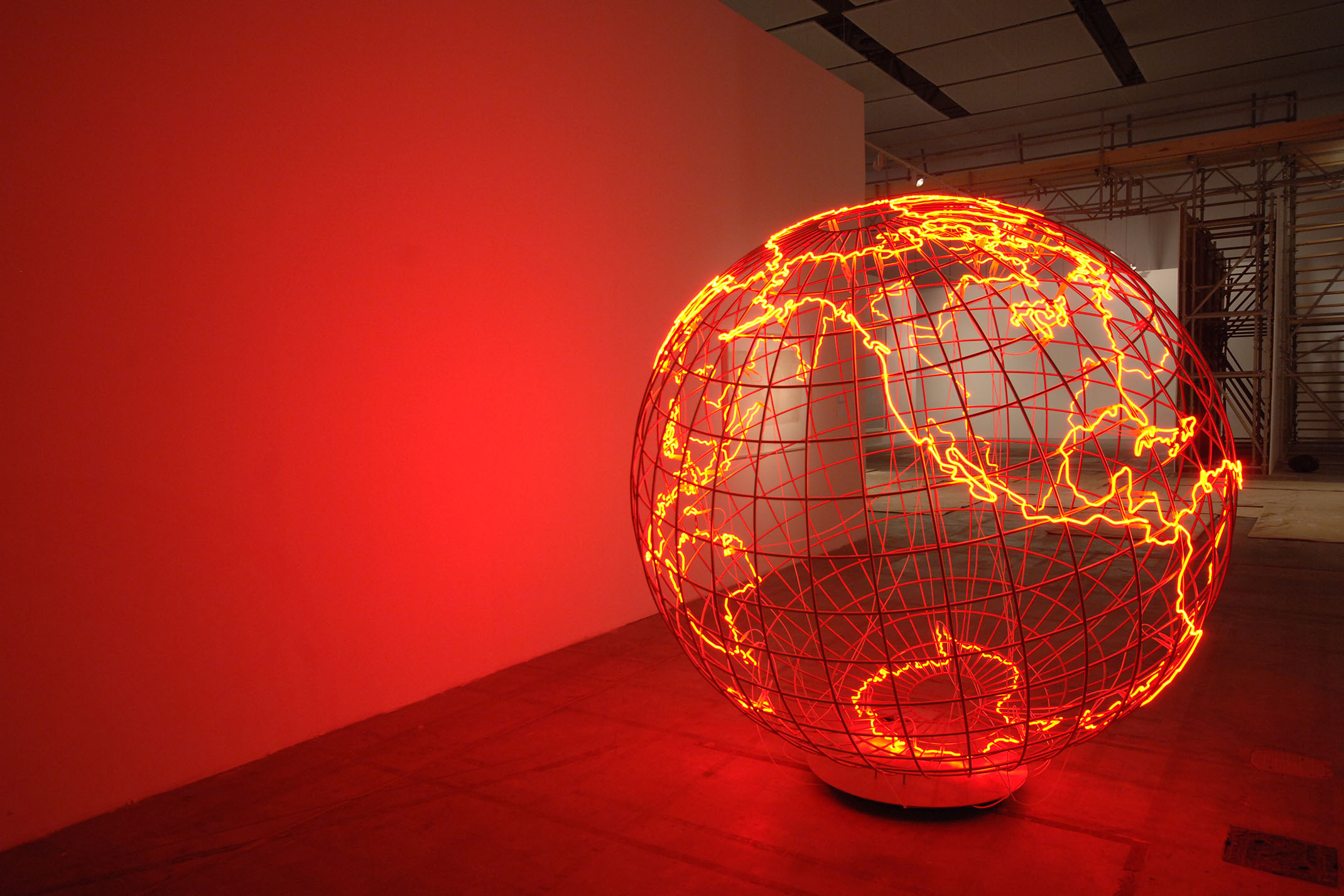
Mona Hatoumová: Hot spot, 2013

- Hot Spot, 2013 – název odkazuje k termínu „hot spot“, což znamená místo vojenských nebo občanských nepokojů. Tato socha pomocí jemně bzučícího červeného neonu, který vytváří obrysy kontinentů, představuje celou zeměkouli jako nebezpečnou zónu. Práce vyvolává neklid a inspiruje úvahy o konfliktu. Názorně ukazuje, že konflikt je neodmyslitelně spjat s lidstvem a může vypuknout v kterékoliv části Země.

- Remains, chair (Pozůstatky, židle) 2017 – je součástí větší série děl, které Hatoumová vytvořila pro Muzeum současného umění města Hirošima. Dřevěná židle byla zabalena do drátěného pletiva a poté zapálena, čímž zůstaly částečné pozůstatky a struktura podobná kostře. Tyto spálené slupky působí jako duchové následků války, konfliktu nebo přírodní katastrofy. V kontextu Hirošimy připomíná ohořelou a zoufalou scénu, která zůstala po jaderném útoku na město. [10]